# Propeleda
Propeleda – rodzaj małży morskich należących do podgromady pierwoskrzelnych. Do rodzaju Propeleda należą następujące gatunki:
- Propeleda carpenteri (Dall, 1881)
- Propeleda ensicula (Angas, 1877)
- Propeleda extenuata (Dall, 1897)
- Propeleda fortiana (Esteves, 1984)
- Propeleda longicaudata (Thiele, 1912)
- Propeleda louiseae (A. H. Clarke, 1961)
- Propeleda paucistriata Allen & Sanders, 1996
- Propeleda platessa (Dall, 1890)
- Propeleda trulliformis Marwick, 1931 †